# 46610 Bésixdouze
46610 Bésixdouze este un asteroid din centura principală, descoperit pe 15 octombrie 1993, de Kin Endate și Kazuo Watanabe.

## Caracteristici
Asteroidul  prezintă o orbită caracterizată de o semiaxă majoră egală cu 2,2698495 u.a. și de o excentricitate de 0,1803191, înclinată cu 2,40125° față de ecliptică.

## Denumirea asteroidului
Denumirea asteroidului a fost sugerată de F. Hemery și Jiří Grygar, făcându-se referire la asteroidul personajului Micul Prinț din romanul omonim al scriitorului și aviatorului francez Antoine de Saint-Exupéry, Micul Prinț.
La fel ca asteroidul din Micul Prinț, Bésixdouze a fost observat pentru prima dată într-o singură noapte, cu câțiva ani înainte de descoperirea sa oficială.
Micul Prinț venea de pe asteroidul B612, care în franceză se scrie Bésixdouze. Numărul 46610 este echivalentul din sistemul zecimal al numărului hexazecimal B612. Bésixdouze (pronunție în franceză [be.sis.duːz]; „Be-șase-doisprezece”) este una dintre pronunțările posibile în limba franceză a textului B-612.